# Aalborg Havnebane
Aalborg Havnebane betegner de tre havnebaner, der er anlagt fra Aalborg Banegård til Aalborg Havn efterhånden som de aktive dele af havnen er rykket østpå langs Limfjorden. De to ældste havnebaner er for længst ude af drift, og banen til Østhavnen har været lukket 2012-15, men er nu åben igen.

## Trækbanen
Jernbanen kom til Aalborg, da Randers-Aalborg Jernbane blev åbnet 18. september 1869. Byens første havnebane blev åbnet 25. august 1875 som trækbane, dvs. at godsvognene, der dengang ikke var så store, blev trukket af heste.
Banen gik fra stationen mod sydøst i en bue til det nuværende kryds Jyllandsgade/Ågade og herfra i lige linje til det nuværende kryds Kayerødsgade/Thomas Boss Gade gennem et område, der endnu i slutningen af 1800-tallet var ubebygget. Undervejs passerede banen det nuværende kryds Niels Ebbesens Gade/Trækbanen, hvor gadens navneskilt fortæller om banen. Banen fortsatte, stadig i lige linje, til det nuværende kryds Kjellerupsgade/Langesgade, hvor den svingede mod nord. En husrække, der ligger i en bue øst for Kjellerupsgade mellem Langesgade og Østerbro, er opført på banens tracé. Banen fortsatte mod nord ud til fjorden, hvor den svingede mod nordvest til Gamle Havn, der senere er fyldt op og lå i det nuværende Rendsburggade-område. Banen havde et stikspor mod øst til Teglgårdshavnen, der er fyldt op efter 1954 og lå hvor Musikkens Hus er nu.

## Aalborg Havnebane
Aalborg fik i 1897-1900 privatbaner i fire retninger. For at de kunne køre helt ind til Aalborg, måtte byen have en ny banegård, som var færdig i 1902. Privatbanerne anlagde desuden deres egen godsstation Aalborg G syd for Jyllandsgade. Den fik i første omgang forbindelse med trækbanen ved krydset Jyllandsgade/Ågade. Men i 1904 åbnede DSB en ny dobbeltsporet havnebane, der gik syd om Aalborg G og øst om Karolinelund til Østre Havn. Trækbanen blev nu nedlagt fra banegården til Østerbro, men dens spor nord for Østerbro blev sat i forbindelse med den ny havnebane og forlænget, så det i 1913 sluttede vest for Toldboden. Der blev anlagt sidespor til Kvægtorvet i 1916 og til det senere Aalborg Værft i 1920.
I 1930 var der over 20 km havnebane og havnespor. Sporet til værftet blev forlænget til Rørdal, hvor Aalborg Portland cementfabrik blev sluttet til havnebanen i 1934. Under Besættelsen blev dette spor forlænget til Rørdal lufthavn (Værnemagtens Flugplatz Aalborg - Ost).
De Danske Spritfabrikker flyttede i 1930'erne ud til en placering øst for jernbanebroen og fik forbindelse med havnebanen via et spor på Strandvejen. Efter Besættelsen fik fabrikken også forbindelse via et kajspor fra Limfjordsbroen til Spritkajen, hvormed havnebanen fik sin længste udstrækning mod vest.

### Strækninger hvor banetracéet er bevaret
2 km af banetracéet er bevaret, hovedsagelig med skinner.
- Havnebanen er lukket under Østre Alle
- Havnebanens skinner th. for lysmasterne
- Skinner syd for Karolinelund
- Banesti øst for Karolinelundsvej
- Rest af sporet til Østre Havn over Nyhavnsgade
- Rørdalsporets skinner over Nyhavnsgade
- Rørdalsporets skinner nord for Gasværksvej
- Rørdalsporet slutter uden for cementfabrikken

## Stamsporet til Østhavnen
29. november 1972 åbnede Aalborg Kommune det såkaldte stamspor til Østhavnen som led i Kongelige Grønlandske Handels udflytning fra København. På de første 7 km indtil et punkt vest for Gistrup benyttede man sporet fra Aalborg-Hadsund Jernbane, der var nedlagt i 1969, og 10 km blev nyanlagt. Foruden Grønlandshavnen har stamsporet betjent Nordjysk Transportcenter, kemikaliefyldestationen m.fl.
1. maj 2012 blev sporet lukket pga. tiltrængt renovering. Siden 2007 havde der kun kørt godstog på banen 3 gange. Men Aalborg Havn har arbejdet på at finde nye kunder til regelmæssig trafik på banen og investeret et tocifret millionbeløb i renoveringen. Den blev afsluttet i foråret 2015, så den første nye kunde kunne køre godstog på banen i juni. Det var den aalborgensiske byggegrossist Cembrit, der ville køre tagplader fra sine fabrikker i Tjekkiet og Polen til Aalborg.
Så mindst 4 "tagpladetog", bestående af et MZ, et MY og ca. 24 lange lukkede godsvogne, kørte i juni 2015 på banen under jernbaneentusiasternes fulde bevågenhed. Banen blev lukket igen 1. juli 2015 fordi Aalborg Kommune bygger bro over banen til den kommende Egnsplanvej, der skal forbinde E45 med det nye supersygehus i Aalborg Øst. For ikke at gøre broen og dens ramper højere end nødvendigt, skulle et stykke af banen sænkes. Men 11. januar 2016 blev trafikken genoptaget, og siden 2021 udvidet til et godstog på alle hverdage.

### Limfjordsbanen
Foreningen Limfjordsbanen, der er en del af Dansk Jernbane-Klub (DJK), startede kørsel med veterantog på strækningen 17. juni 1973. Foreningen anlagde interimistiske perroner ved Østerådalen, Gistrup og Vulkanvej i Østhavnen. Lukningen i 2012 gjaldt også for veteranbanen, så det år kørte veterantogene kun mellem Aalborg og Skørping. I 2013 var det planlagt også at køre til Brønderslev, når Limfjordsbroen var åben igen, men årets kørsel måtte aflyses pga. maskinproblemer.
- 2,0 km syd for Aalborg Banegård var Limfjordsbanen midlertidigt lukket
- Limfjordsbanen passerer Østeraadalen trinbræt
- Limfjordsbanen drejer tv. – her fortsatte Hadsundbanen ligeud til Gistrup
- Limfjordsbanens perron i Gistrup
- Nord for Egensevej før –
- – og efter renoveringen
- Krydsningsspor i km 14 - tv. ses containerkranen
- Sporforgrening ude ved kysten
- Sporet ved Grønlandshavnen
- Limfjordsbanens perron ved Vulkanvej
- Stamsporet slutter uden for Siemens